# Крково-при-Карловиці
Крково-при-Карловиці (словен. Krkovo pri Karlovici) — поселення в общині Велике Лаще, Осреднєсловенський регіон, Словенія. 
Висота над рівнем моря: 585,7 м.